# Cleveland Way
Der Cleveland Way ist ein Wanderweg in Großbritannien. Er wurde am 24. Mai 1969 als zweiter National Trail im Land eingeweiht und ist Teil des 1952 eröffneten North York Moors National Park.
Der Nationalpark umfasst 1435 Quadratkilometer Küstenregion, Hügelland und Hochmoorebenen. Den National Park durchzieht ein dichtes Netz von Wegen mit einer Gesamtlänge von 2250 Kilometern. Der Cleveland Way allein ist 109 Meilen beziehungsweise 176 Kilometer lang.

## Landschaft
Besonderes Kennzeichen des Cleveland Way ist dessen landschaftliche Vielfalt. Ausgedehnte (Hoch-)Moore wechseln mit Waldabschnitten und Täler mit ausgedehnten Hügel- und Bergketten. Hinzu kommen zerklüftete, bisweilen wilde Klippen und Sandstrände entlang der Ostküste.
Der westliche Teil des Cleveland Way erstreckt sich über die größte Heidemoorlandschaft in England. Vor allem im Spätsommer, im August und September, ist die Oberfläche der Region violett gefärbt, wenn die Heide blüht. Entstanden ist die riesige Moorlandschaft durch Anpflanzungen, nachdem in der Stein- und Bronzezeit die ehemals üppig bewaldete Region kahl geschlagen wurde.
Im starken Gegensatz dazu stehen die knapp 80 Kilometer lange Küste zwischen Saltburn-by-the-Sea und Filey. Steile Klippen, gelbe Strände und Hütten von Schmugglern säumen die Nordseeküste, die eine lange industrielle Vergangenheit hat. Denn die Gewinnung von Bodenschätzen wie Eisenerz und Alaun, aber auch Jett, waren über viele Jahrzehnte eine lukrative Alternative zum Schmuggel und Fischen.
Es ist nur schwer vorstellbar, dass diese abgeschiedene Region einst ein industrielles Zentrum war. Am so genannten „Blowarth Crossing“ treffen noch heute die Reste einer Straße und einer Bahnlinie aufeinander. Beide zeugen von jenen Tagen, als die Eisenerzvorkommen im Moor ausgeschöpft und in die Stahlfabriken in Teesside zur Weiterverarbeitung transportiert wurden.
Gesäumt wird der Cleveland Way von Zeugnissen längst vergangener Jahrhunderte. Dazu gehören historische Grabstätten aus dem Stein- und Bronzezeitalter (Long Cairn von Street House, Menhire) sowie antike Wegmarkierungen im Hochmoor, die Reste römischer Signalanlagen entlang der Küste, aber auch eine Vielzahl von Abteien und Burgen. Darüber hinaus gibt es altertümliche Wirtschaftswege, jene breiten Wege wie etwa die Hambleton Drove Road, über die vor Einführung der Eisenbahn gut bezahlte Viehtreiber die Schafe und Rinder von Schottland zu den lukrativen Märkten im Süden Englands getrieben haben.
Bekannt geworden sind die North York Moors zudem als Heimat des Entdeckers James Cook. Dieser wuchs in einer kleinen Farm unweit des markanten „Roseberry Topping“ auf und besuchte in jungen Jahren in Great Ayton die Schule. An Cook angelehnt, der 1799 auf Hawaii erschlagen wurde, steht insbesondere Whitby, wo auch seine bekannten Schiffe Endeavour, Resolution, Discovery und Adventure vom Stapel liefen.

## Weitere Fotos

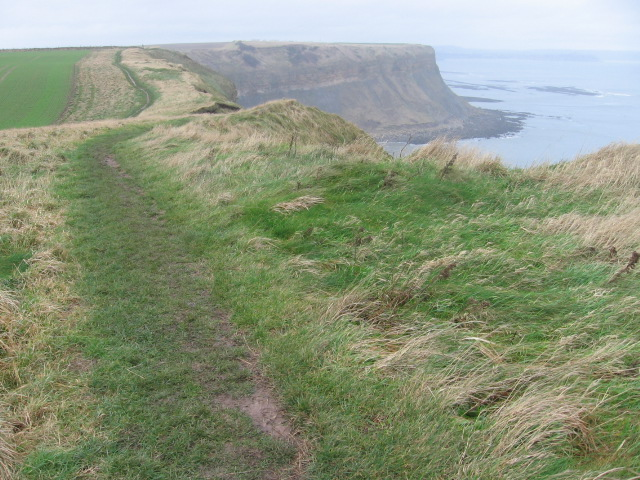
Bei Cunstone Nab
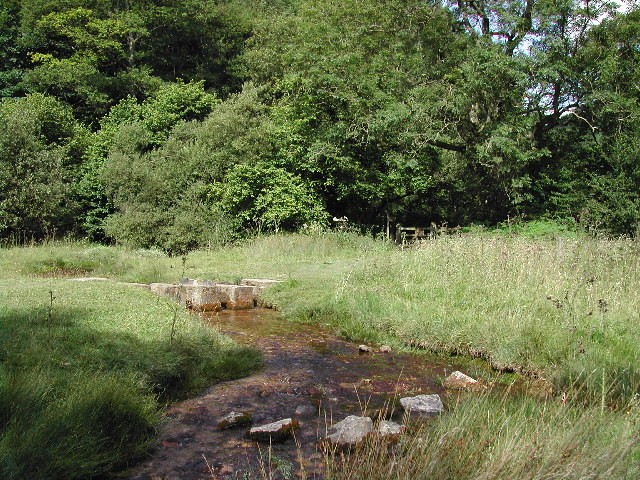
Step-Stone Bridge